# Markus Zusak
Markus Zusak (Sydney, 1975. június 23. –) ausztrál író, osztrák és német gyökerekkel. Legismertebb művei: A könyvtolvaj (2005) és a Az üzenet (2002) című két regénye.

## Élete és pályafutása
Zusak Sydney-ben, Ausztráliában született. Édesanyja, Lisa Németországból, édesapja Joseph Ausztriából származik, az 1950-es évek végén emigráltak Ausztráliába. Markus a legfiatalabb a négy gyermek közül, két nővére és egy fivére van. Az Engadine High Schoolba járt, és rövid időre visszatért oda, hogy angolt tanítson írás közben. Angolt és történelmet tanult a University of New South Wales-en, ahol Bachelor of Arts és oktatói diplomát szerzett. Szülei történetei München bombázásáról és a második világháborús zsidóüldözésről szolgáltak alapul A könyvtolvaj (The Book Thief) című regényhez. Jelenleg Sydneyben él családjával.
Első könyve A kispályás 1999-ben jelent meg, ezt követte Az ellenfél (2000)  és a When Dogs Cry (2001): mindhárom mű nemzetközi kiadásban jelent meg. A 2002-ben kiadott Az üzenet több díjat is nyert.
A könyvtolvaj 2005-ben jelent meg, és azóta több mint 40 nyelvre fordították le. Filmváltozatát 2013-ban mutatták be. 2014-ben Zusak a Sydney-i Operaházban tartott egy Ted-beszédet, The Failurist címmel, ahol a szövegezési folyamatára és a regény megírásán keresztül a sikerhez vezető útjára összpontosított.
2016 márciusában Zusak az akkor még befejezetlen Clay hídja című regényéről beszélt. Kijelentette, hogy a könyv 90%-ban elkészült, de „… teljesen más ember vagyok, mint aki a Könyvtolvajt írta. És ez egyben félelmetes is – én más vagyok, mint az, aki Nyolc éve kezdte a Bridge of Clay-t... Idén be kell fejeznem, különben valószínűleg végleg félre kell tennem." A mű végül 2018-ban jelent meg.

## Könyvei
- The Underdog (1999)
  - A kispályás. Underdog I. – Tilos az Á Könyvek, 2015 · ISBN 9789634100324 · fordította: Gács Anna
- Fighting Ruben Wolfe (2000), a The Underdog folytatása
  - Az ellenfél – Tilos az Á Könyvek, 2015 · ISBN 9789634100850 · fordította: Csuhai István
- When Dogs Cry (2001), más címen Getting the Girl; a Fighting Ruben Wolfe folytatása
- The Messenger (2002); (amerikai cím: I Am the Messenger)
  - Az üzenet – Európa, Budapest, 2016 · ISBN 9789634053507 · fordította: Pék Zoltán[7]
- The Book Thief (2005)
  - A könyvtolvaj – Ulpius-ház, Budapest, 2010 · ISBN 9789632543871 · fordította: M. Nagy Miklós · illusztrálta: Trudy White
- Bridge of Clay (2018), Pan Macmillan Australia
  - Clay hídja – Európa, Budapest, 2019 · ISBN 9789635040209 · fordította: Csuhai István
- Zusak, Markus. Three Wild Dogs and the Truth. Pan Macmillan (2024). ISBN 9781761561825
  - Három vad kutya és az igazság – Európa, Budapest, 2025 · ISBN 9786151060728 · fordította: Pék Zoltán

## Díjai
- 2014-ben Zusak elnyerte az American Library Association (ALA) Margaret A. Edwards-díját, amely évente egy szerzőt és „művének egy meghatározott részét ismeri el a fiatal felnőtt irodalomhoz való jelentős és tartós hozzájárulásért”.
- 2006-ban Zusak megkapta a Sydney Morning Herald Az év fiatal ausztrál regényírója díját is.

The Book Thief

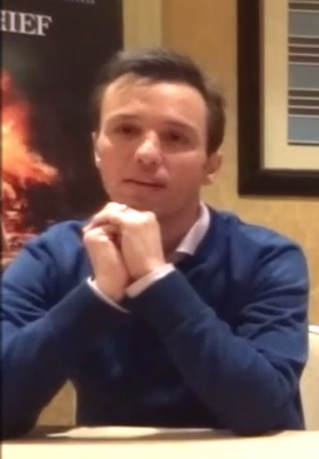
A könyvtolvajról szóló interjú közben

- 2006: Kathleen Mitchell Award 2006 (literature)
- 2006: National Jewish Book Award (Children's and Young Adult Literature)
- 2007: Michael L. Printz Award runner-up (Honor Book) from the US Young Adult Library Services Association (YALSA)
- 2008: Ena Noel Award – the IBBY Australia Ena Noël Encouragement Award for Children's Literature
- 2009: Deutscher Jugendliteraturpreis

The Messenger (US title I Am The Messenger)
- 2003: New South Wales Premier's Literary Awards Ethel Turner Prize for Young People's Literature
- 2003: Children's Book Council of Australia Book of the Year Award
- 2005: Publishers Weekly Best Books of the Year-Children
- 2006: Bulletin Blue Ribbon Book
- 2006: Printz Award Honor Book
- 2007: Deutscher Jugendliteraturpreis

When Dogs Cry / Getting the Girl
- 2002: Honour Book, Children's Book Council of Australia Children's Book of the Year Award: Older Readers

Fighting Ruben Wolfe
- 2001: Honour Book, Children's Book Council of Australia Children's Book of the Year Award: Older Readers
- shortlisted for the New South Wales Premier's Literary Awards Ethel Turner Prize for Young People's Literature

## Fordítás
- Ez a szócikk részben vagy egészben  a   Markus Zusak című angol Wikipédia-szócikk fordításán alapul.  Az eredeti cikk szerkesztőit annak laptörténete sorolja fel. Ez a jelzés csupán a megfogalmazás eredetét és a szerzői jogokat jelzi, nem szolgál a cikkben szereplő információk forrásmegjelöléseként.